# Kim Seung-yong
Kim Seung-yong (kor. 김승용; * 14. März 1985 in Seoul) ist ein ehemaliger südkoreanischer Fußballspieler.

## Karriere

### Verein
Kim Seung-yong erlernte das Fußballspielen in Schulmannschaft der Bupyeong High School. Seinen ersten Vertrag unterschrieb er 2004 beim FC Seoul, einem Verein, der in der ersten Liga spielte. Von 2007 bis 2008 wurde er an den Sangju Sangmu FC aus Sangju ausgeliehen. Sangju Sangmu FC ist eine sportliche Abteilung der südkoreanischen Streitkräfte. Der Kader des Franchises besteht aus jungen professionellen Fußballspielern, welche gerade ihren Militärdienst ableisten. Jedes Jahr kommen ca. 15 neue Spieler zum Franchise und bleiben dort zwei Jahre, bevor sie zurück zu ihren früheren Franchises gehen. Aufgrund des militärischen Status des Franchises ist es ihm nicht erlaubt, ausländische Spieler zu verpflichten. Nach Vertragsende wechselte er 2010 zum Ligakonkurrenten Jeonbuk Hyundai Motors nach Jeonju. Nach vier Spielen ging er 2011 nach Japan und spielte eine Saison für Gamba Osaka in der zweiten Liga. Nach Südkorea kehrte er 2012 zurück und schloss sich dem Erstligisten Ulsan Hyundai an. Bis 2013 spielte er 61 Mal für den Club und gewann in dieser Zit auch die AFC Champions League. 2014 wechselte er weiter nach Australien. Hier unterschrieb er einen Vertrag bei den Central Coast Mariners aus Gosford, einem Verein, der in der A-League spielte. Nach einem Jahr verließ er Australien und ging nach China, um dort für Qingdao Huanghai in der China League One, der Zweiten Liga des Landes, zu spielen. 2016 zog es ihn nach Thailand. Hier unterschrieb er einen Vertrag beim Erstligisten Buriram United in Buriram. Nach der Hinserie wurde er für die Rückserie an den Ligakonkurrenten Suphanburi FC ausgeliehen. 2017 ging er wieder in seine Heimat. Hier spielte er von 2017 bis 2018 für den Erstligisten Gangwon FC. Nach 49 Spielen unterschrieb er 2019 einen Vertrag beim ebenfalls in der Ersten Liga spielenden Incheon United. Hier stand er bis Ende 2019 unter Vertrag und absolvierte zwei Spiele. 2020 ging er nach Hongkong. Hier verpflichtete ihn der Tai Po FC. Der Verein spielte in der ersten Liga, der Hong Kong Premier League. Nachdem sich der Verein 2020 aus der Liga zurückgezogen hatte, war er von Juli 2020 bis Januar 2021 vertrags- und vereinslos. Im Februar 2021 unterschrieb er einen Vertrag beim ebenfalls in der ersten Liga spielenden Lee Man FC. Dort beendete er dann anderthalb Jahre später im Sommer 2022 seine aktive Karriere.

### Nationalmannschaft
Von 2003 bis 2008 absolvierte Kim Seung-yong insgesamt 43 Partien für diverse südkoreanische Jugendnationalmannschaften und erzielte dabei neun Treffer. Mit der U-20-Auswahl gewann er 2004 die Asienmeisterschaft und qualifizierte sich damit für die Weltmeisterschaft 2005 in den Niederlanden. Dort kam er beim Vorrundenaus in allen drei Spielen zum Einsatz. Am 13. August 2008 absolvierte der Stürmer dann bei den Olympischen Sommerspielen in Peking eine Partie in der Gruppenphase gegen Honduras (1:0).

## Erfolge

### Verein
Ulsan Hyundai
- AFC-Champions-League-Sieger: 2012

### Nationalmannschaft
- U20-Asienmeister: 2004